# فشردگی گرانشی
فشردگی گرانشی پدیده‌ای است که در آن گرانش بر روی جرم یک جسم، آن را فشرده می‌کند و اندازه آن را کاهش می‌دهد و چگالی جسم را افزایش می‌دهد.

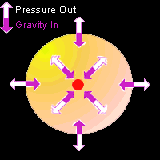
در هسته ستاره‌ای مانند خورشید، فشار گرانشی با فشار حرارتی بیرونی ناشی از واکنش‌های همجوشی متعادل می‌شود و به‌طور موقت فشرده سازی گرانشی را متوقف می‌کند.

در مرکز سیاره یا ستاره، فشرده سازی گرانشی توسط مکانیسم کلوین هلمهولتز گرما تولید می‌کند. این مکانیسمی است که توضیح می‌دهد چگونه مشتری به تابش گرمای تولید شده توسط فشرده سازی گرانشی خود ادامه می‌دهد.
رایج‌ترین مرجع برای فشرده سازی گرانشی، تکامل ستاره‌ای است. خورشید و دیگر ستارگان رشته اصلی در اثر رمبش گرانشی اولیه یک ابر مولکولی تولید می‌شوند. با فرض اینکه جرم ماده به اندازه کافی بزرگ باشد، فشرده سازی گرانشی اندازه هسته را کاهش می‌دهد و دمای آن را افزایش می‌دهد تا زمانی که همجوشی هیدروژن شروع شود. این واکنش همجوشی هیدروژن به هلیوم انرژی آزاد می‌کند که فشار گرانشی به سمت داخل را متعادل می‌کند و ستاره برای میلیون‌ها سال پایدار می‌شود. هیچ فشردگی گرانشی دیگری تا زمانی که هیدروژن تقریباً تمام نشود رخ نمی‌دهد و فشار حرارتی واکنش همجوشی را کاهش می‌دهد. در پایان عمر خورشید، فشردگی گرانشی آن را به یک کوتوله سفید تبدیل می‌کند.